# Nino Škrabe
Nino Škrabe (Jastrebarsko, 22. listopada 1947.), hrvatski je dramatičar i publicist.  

## Životopis
Stjepan Nino Škrabe, hrvatski književnik, dramatičar i publicist, kao dio trolista Škrabe-Senker-Mujičić zaslužan je za kazališne hitove kao što su O'Kaj, Domagojada, Glumijada, Histr/o/e/ijada i Kavana Torso, a kao samostalni autor napisao je i adaptirao rado izvođene i gledane kazališne uspješnice Za kunu nade, Plavi Božić, Sjećanje na Georgiju, Isus u snack baru, Ljubica, Idu svati, Muke po Iveku, U Plavom podrumu, Malo morgen, Francekova teta, Koltovi generala Pattona, Dobri čovjek Bažulek, Svetac svega svijeta, Fine strine s Opatovine, Stoka sitnog zuba. Osnivač i voditelj kazališta u Jastrebarskom od 1968., sportski novinar, urednik, prevoditelj, stalni suradnik Hrvatskog leksikografskog zavoda, autor brojnih uspješnih knjiga publicistike (Vestern - filmovi, ljudi, legende; Cico - od Maksimira do Ulice pjesnika o Zlatku Cici Kranjčaru; Maček izbliza o Vladku Mačeku; Ena o Eni Begović; Pisci jaskanskog kraja, Jaskanski kraj u slici i riječi) i knjiga drama (Za kunu nade; Iznad duge ; Ivana; Idu svati; Druga zvijezda zdesna; U Plavom podrumu, Dobri čovjek Bažulek; Zemlja čudesa, (Ne)tolerantne komedije). 
Rođen je 22. listopada 1947. godine u Jastrebarskom. Osnovnu školu završio je u rodnom gradu, a gimnaziju (IV. gimnazija) i Filozofski fakultet (komparativna književnost i germanistika) u Zagrebu. Studirao je i na Goethe Institutu u Brannenburg/Degerndorfu (Bavarska). Pisanjem za kazalište bavi se od 1971. zajedno s Tahirom Mujičićem i Borisom Senkerom te od 1986. samostalno. Objavljuje publicistička djela i zbirke dramskih tekstova. Član je Društva hrvatskih književnika (DHK), Hrvatskog društva književnika za djecu i mlade (HDKDM) i Hrvatskog društva dramskih umjetnika (HDDU).
Jedan je od pokretača održavanja Dana Vladka Mačeka u Jastrebarskom (od 1993),  jedan od osnivača i dopredsjednik udruge Jastrebova družina čija je zadaća zaštita i promicanje prirodne, kulturne i povijesne baštine jaskanskog kraja te od 2010. član Predsjedništva Ogranka Matice hrvatske u Jastrebarskom. Živi u Jastrebarskom gdje je većinu radnog vijeka proveo kao profesor u Osnovnoj školi "Ljubo Babić". Kazalištem se u rodnom Jastrebarskom kao umjetnički voditelj, dramatičar i redatelj bavi kontinuirano od 1968., a u jaskanskom kazalištu je napisao, adaptirao i režirao više od 40 predstava.

## Kazalište u Jastrebarskom
Umjetnički voditelj i redatelj kazališta u Jastrebarskom Nino Škrabe je kontinuirano od 1968. sve do danas. Od 1968. do 1972. kazalište pod umjetničkim vodstvom Nine Škrabea u Jastrebarskom djeluje u sklopu Akademskog kluba, zatim u sklopu Kulturno-umjetničkog društva Jastrebarsko sve do 1990. godine kada počinje djelovati pod imenom Amatersko kazalište Jastrebarsko. Od 1994. mijenja ime u Gradsko kazalište Jastrebarsko. Od 2013. u sklopu udruge Kreativni studio Zvrk djeluje Dramski studio Jaska, a od 2015. do danas Kazalište Škrabe. 
U proteklih 50 godina kroz jaskansko kazalište pod njegovim vodstvom prošlo je više od 3000 članova, izvedeno je 44 premijera i oko 1200 predstava. Ostvarena su brojna uspješna gostovanja diljem Hrvatske (od Hvara, Punta, Kastva i Rijeke do Virovitice, Virja i Međimurja) i u inozemstvu (Austrija, Mađarska, Švicarska, Srbija, Bosna i Hercegovina, Crna Gora). Od 1968. godine Nino Škrabe kao jedan od pokretača i osnivača vodi u sklopu jaskanskog kazališta Dramsku družinu Tomaš Mikloušić, a od 1978. godine dječju dramsku družinu Ivana Brlić-Mažuranić, za koju piše i dramatizacije klasike dječje književnosti (Ferenc Molnár, Mark Twain, Charles Perrault, Ivana Brlić-Mažuranić, Hrvoje Hitrec, Hans Christian Andersen, Frank L. Baum, Johanna Spyri, Hugh Lofting, James Barrie, Rudyard Kipling, Charles Dickens, P . L. Travers), božićni igrokaz Dogodilo se u Betlehemu (prosinac 2015.), Velika tajna Sherlocka Holmesa (2016., prema djelima Arthura Conana Doylea), Zemlja Čudesa (2018., prema djelima Lewisa Carrolla) i 101 dalmatiner (2022, prema djelima Dodie Smith).
S družinom Tomaš Mikloušić postavio je u Jastrebarskom kao redatelj i umjetnički voditelj Ljubicu Augusta Šenoe (1968), Lašca Carla Goldonija (1970), Gospodsko dijete Kalmana Mesarića (1971), Činovničke komedije Branislava Nušića (1973), Ženidbu Nikolaja V. Gogolja (1975), Jalnuševčane Marije Jurić-Zagorke (1978), Vatru gasi brata skvasi (1979), Domagojadu (1980) i O'Kaj (2011) trija Škrabe-Senker-Mujičić, Arsen i stare čipke Josepha Kesselringa (1982), Tri šale Antona P. Čehova (1984), Mišolovku Agathe Christie (1985), vlastite tekstove Za dinar nade (1988), Sveta obitelj u razbojničkoj špilji (1990), Isus u snack-baru (1991), Pomoćnica Marija (1992), Za kunu nade (1994), Sjećanje na Georgiju (1995), Svoj na svom (1995), Idu svati mlade ni (2001) i Tri darodavca (2007), kao i vlastite adaptacije Dobrog vojaka Švejka Jaroslava Hašeka (1992), Cvrčka na ognjištu Charlesa Dickensa (1993), Lude noći u hotelu Balkan (1999) i Kidaj od svoje žene (2005) Raya Cooneyja te Ljubice Augusta Šenoe (2003). ↵S Dramskom družinom Ivana Brlić-Mažuranić izveo je kao redatelj i umjetnički voditelj svoje dramatizacije i adaptacije: Junaci Pavlove ulice Ferenca Molnara (1979), Bajka o kneževiću Sveboru i Svarožici Sunčici (1980) trolista Škrabe-Senker-Mujičić, Pustolovine Toma Sawyera (1982) Marka Twaina, O'Kaj trolista Škrabe-Senker-Mujičić (1983), Mačak u čizmama Charlesa Perraulta (1985), Pustolovine šegrta Hlapića Ivane Brlić-Mažuranić (1990), Eko Eko Hrvoja Hitreca (1991), Snježna kraljica Hansa Christiana Andersena (1997), Čarobnjak iz Oza Lymana Franka Bauma (1998), Heidi Johanne Spyri (1999), Doktor Dolittle Hugha Loftinga (2002) i Petar Pan Jamesa Matthewa Barrieja (2006).↵Predstava Doktor Dolittle proglašena je najboljom predstavom Županijske kazališne smotre u Jastrebarskom 2003., a Nino Škrabe dobio je priznanje za najbolju režiju. Predstava Ljubica proglašena je najboljom predstavom Županijske kazališne smotre u Svetom Ivanu Zelini 2007. godine, a Nino Škrabe najboljim redateljem. Predstava Kidaj od svoje žene proglašena je najboljom predstavom Županijske kazališne smotre u Jastrebarskom 2008. i nagrađena specijalnim priznanjem na Državnoj smotri u Kastvu 2008., a Nino Škrabe proglašen najboljim redateljem i u županiji i u državi. Sudjelovao je kao redatelj i scenarist u realizaciji Prigorske svadbe u Donjem Desincu (1971) te Desinečke svadbe (2013), u suradnji s Kulturno-umjetničkim društvom Desinec.↵Od 2012. pod umjetničkim vodstvom Nine Škrabea te prema njegovim dramskim tekstovima napisanima posebno za jaskansko kazalište, a u režiji Klementine Škrabe, premijerno su izvedene predstave Knjiga o džungli (2012, prema djelima Rudyarda Kiplinga), Kako je Tvrtko otkrio Božić (2012, prema djelu Charlesa Dickensa), Pustolovine Huckleberryja Finna (2013, prema djelu Marka Twaina), Mary Poppins (2014, prema djelima Pamele L. Travers), Striček Vilček ili Kako je Shakespeare postao Špeksir (2015, napisano u čast 450. obljetnice Shakespeareovog rođenja), božićni igrokaz Dogodilo se u Betlehemu (prosinac 2015) i Velika tajna Sherlocka Holmesa (2016, prema djelima Arthura Conana Doylea), Zemlja Čudesa (2018, prema djelima Lewisa Carrolla) i 101 dalmatiner (2022, prema djelima Dodie Smith).
U ožujku 2018. u Jastrebarskom je Kazalište Škrabe premijerno izvelo predstavu Oko jedne hiže kojom je odalo počast skladatelju Arsenu Dediću i pjesniku Dragi Britviću te ujedno započelo proslavu 50. godišnjice umjetničkog djelovanja kazališnog utemeljitelja, umjetničkog voditelja, autora i redatelja Nine Škrabea, 40. godišnjicu kazališne karijere prvaka jaskanskog kazališta Želimira Hrkovića, 40. godišnjicu kazališnog djelovanja skladatelja i aranžera Josipa Cvitanovića te 36. godišnjicu glumačke karijere prvaka jaskanskog kazališta Deana Skoka.
U sklopu proslave 55 obljetnice umjetničkog djelovanja Nine Škrabeta, Kazalište Škrabe 2023. je godine izvelo dvije premijerne predstave: Robin Hood (studeni, 2023, režija: Nino Škrabe) i Tiha noć... (prosinac, 2023, režija: Klementina Škrabe).

## Publicist, urednik, prevoditelj
Bavi se prevođenjem i publicistikom. Napisao je predgovore i pogovore brojnim knjigama i katalozima, lektorirao mnoga izdanja. Surađivao je godinama s Radio-Jaskom (pored ostalog 131 glazbena emisija iz serije Zvjezdana prašina i radio-igra Sveti Nikola kod obitelji Jaskić), Jastrebarskim novinama i Jaskanskim novinama. Bio je pokretač i jedan od urednika časopisa Jastreb (1992). 
Napisao je i objavio knjige Vestern – filmovi, ljudi, legende (1979), Moji (ne)poznati sugrađani (1993), Dobrovoljno vatrogasno društvo Jastrebarsko (1997), Maček izbliza (s Andrejem Mačekom, 1999), Cico, Od Maksimira do Ulice pjesnika (sa Zlatkom Kranjčarom, 2002), Olujne godine (2004), Župna crkva svetog Nikole biskupa Jastrebarsko (2008), Pisci jaskanskog kraja (2011), 60 godina kroz vatru, vodu i vino (2012), Plešivici s ljubavlju (2013), Ena (monografija o Eni Begović, 2013), Arsen Dedić - 30 pjesama (2015), Tadija Smičiklas i njegov Žumberak (sa suradnicima, 2015), Zrinko Tutić - 30 pjesama (2016) i Jaskanski kraj u slici i riječi (sa Zvonimirom Kufrinom, 2022, Zlatna povelja Matice hrvatske).

## Sportski dužnosnik, organizator i novinar
Godinama je bio tajnik jastrebarskih sportskih i kulturno-umjetničkih društava (Akademski klub Jastrebarsko, Nogometni klub Jaska, Rukometni klub Jaska, Stolnoteniski klub Jaska, Šahovski klub Jaska) te voditelj pionirskih i juniorskih ekipa. Jedan je od pokretača rada ženske ekipe Rukometnog kluba Jaska te obnavljanja rada juniora Nogometnog kluba Jaska i muške ekipe Rukometnog kluba Jaska. U to vrijeme izgrađeno je nogometno i rukometno igralište na Centrali, juniori NK Jaska osvojili su treće mjesto u Hrvatskoj (1970), rukometašice Jaske ostvarile su plasman u Hrvatsku ligu (1973), a seniori NK Jaska u Međuligu (1973). Juniorske i pionirske ekipe NK Jaska, koje je kao voditelj i skaut s prekidima pratio od 1965. do 1985. osvojile su brojne naslove prvaka. Od 1963. bavio se sportskim novinarstvom, najprije kao novinar Jastrebarskih novina, zatim kao dopisnik Sportskih novosti i potom za vrijeme studija kao suradnik međunarodne rubrike Sportskih novosti. Bio je organizator mnogih sportskih natjecanja (konjičke trke na Sajmištu i u Mladini, skijanje u Donjoj Reki, sanjkanje na Plešivici, školska nogometna prvenstva, nogometne ljetne lige, malonogometni turniri).

## Drama
Pisanjem za kazalište bavi se od 1971. Zajedno s Tahirom Mujičićem i Borisom Senkerom napisao je brojne tekstove: Bajka o kneževiću Sveboru i Svarožici Sunčici (1972, Studentsko kazalište Malik Tintilinić u Malom kazalištu Trešnjevka, lutkarska kazališta u Zadru i Mostaru, 1978, ZKM), Vitezovi otrulog stola (1973, ZKM), Jedna malo slađa krađa (1973, ZKM), O'Kaj (1974, glazba Stipica Kalogjera, Komedija, 2006, Histrioni), Novela od stranca (1975, glazba Pero Gotovac, Komedija), Vatrugasi brataskvasi (1975, 1977, HNK Varaždin, 1994, Kerempuh), Domagojada (1975, Histrioni, predstava nagrađena 1976. Zlatnom maskom od strane žirija na festivalu u Sarajevu, 1995, Histrioni), Tri pušketira (1976, ZKM), Kavana Torso (1978, Teatar ITD, 1989, Histrioni, "Zlatni vijenac" revije Studio za najbolju predstavu na Danima satire 1990, 2004, Histrioni, režija Zoran Mužić), Plut (1979, 1987. izvedeno kao radio-drama), Glumijada (1979, Histrioni, proglašena najboljom predstavom 1980. od strane Udruženja dramskih umjetnika Hrvatske, 1986, Histrioni), Kaj2O (1980, glazba Stipica Kalogjera, 1985, Komedija), Robin the Blood (1981, neizvedeno), Hist(o/e)rijada (1983, Histrioni, proglašena najboljim dramskim tekstom 1983. od strane dramskih kritičara, 1999, Kerempuh), Trenk iliti divlji baron (1984, HNK u Osijeku, 1987, Komedija, 2010, Békéscsaba, Mađarska, HNK u Osijeku, 2020), scenarij za cjelovečernji crtani film Veli Jože (1980, Zagreb film). Mnoga od tih djela tiskana su u časopisima Prolog, Scena, Kaj i u knjigama O'Kaj (Zagreb, 1975, iste godine izdan i kao LP gramofonska ploča), Porod od tmine (Zagreb, 1979), 3 jada (Zagreb, 1995), Torzó Kávéház (Pečuh, 1996, na mađarskom jeziku), Tri stare krame (Zagreb, 1997) i Trenk (Pečuh, 2011, na mađarskom jeziku), neka su emitirana kao radio-drame, a mnoga su izvedena od brojnih amaterskih družina (tako je Glumijada u izvedbi Amaterskog kazališta iz Doboja 1984. proglašena najboljom predstavom Festivala bosanskohercegovačkih amatera).

### Samostalan rad
Od 1986. Nino Škrabe piše samostalno. 
Nino Škrabe napisao je i božićne igrokaze Sveta obitelj u razbojničkoj špilji, Isus u snack-baru, Pomoćnica Marija i Blue Christmas, koji su tiskani 1990. u izdanju Salezijanskog centra i izvedeni od brojnih amaterskih skupina širom Hrvatske te Bosne i Hercegovine. Djelo Blue Christmas u režiji Jakova Sedlara i izvedbi glumaca Borisa Miholjevića i Borisa Pavlenića doživjelo je praizvedbu u veljači 1989. u Los Angelesu a igrano je u SAD (San Pedro, Chicago, New York), Australiji (Melbourne, Geelong, Sydney), Švicarskoj (Lausanne, Zürich, St. Gallen), Njemačkoj, Austriji i Mađarskoj te diljem Hrvatske, ukupno više od 300 puta. Specijalno za Enu i Miju Begović Nino Škrabe napisao je djelo Dvije sestre (režija Jakov Sedlar), prvu hrvatsku dramu o Domovinskom ratu, koje je doživjelo praizvedbu 7. veljače 1992. u Chicagu i potom zajedno s Plavim Božićem izvedeno u New Yorku, Clevelandu, St. Louisu, Los Angelesu (SAD) i Torontu i Windsoru (Kanada). Svečana hrvatska premijera Plavog Božića i Dvije sestre održana je u Jastrebarskom 11. ožujka 1992. Blue Christmas doživio je i svoju splitsku verziju. U izvedbi Borisa Dvornika i Ilije Zovka i režiji Vlatka Perkovića premijera je održana 25. veljače 1992.
Povodom stote obljetnice HNK u Zagrebu Nino Škrabe je dramatizirao Šenoinu Kletvu, koja je praizvedena 1995. u režiji Želimira Mesarića. Godine 1996. u kazalištu Kerempuh održana je premijera predstave Za kunu nade u režiji Vlatka Dulića, a iste godine u New Yorku je održana premijera Sjećanja na Georgiju u režiji Jakova Sedlara i u izvedbi Almire Osmanović i Borisa Miholjevića. Taj je komad potom nastavio svoj životni vijek u zagrebačkom Kerempuhu i zabilježio stotinjak izvedbi. Godine 1997. u Bosanskom narodnom kazalištu u Zenici održana je premijera Škrabeovog teksta Svoj na svom, kao prvog djela jednog hrvatskog autora nakon rata, a isti tekst izveo je 2008. i Dramski studio Kakanj. Napisao je scenarij za veliku završnu proslavu 100. obljetnice Hrvatske seljačke stranke (Dom sportova Zagreb, 22. prosinca 2004, redatelj Vlado Štefančić).
Histrioni su ljetnih mjeseci 2004. i 2005. s velikim uspjehom izveli na Opatovini Škrabeovu adaptaciju Šenoine Ljubice, smještenu na početak godine 1941. Ta je predstava u režiji Georgija Para postala pravim hitom, oduševljeno pozdravljena i od publike i od kritike te je nagrađena velikom nagradom Večernjeg lista Zlatni smijeh kao najbolja predstava u cjelini na 29. danima satire u Zagrebu 2005, uz još tri glumačke nagrade. Nino Škrabe napisao je 2004. i tekst rock-bajke Ivana (Play IBM!), prema djelima Ivane Brlić-Mažuranić, u čast 130. obljetnica rođenja hrvatskog Andersena. Tekst je objavljen kao knjiga u izdanju Egmonta, a predstavu je 2006. izvelo Kazalište Marina Držića u Dubrovniku, s glazbom Josipa Cvitanovića i u režiji Vlade Štefančića. Godine 2008. u Komediji je praizvedena Škrabeova adaptacija Schnitzlerovog Zelenog kakadua u režiji Želimira Mesarića. U povodu 800. obljetnice slobodnog kraljevskog grada Varaždina HNK Varaždin izvelo je 7. prosinca 2009. scenski prikaz Nine Škrabea Varaždinska stoljeća u režiji Ksenije Krčar. Histrioni su u ljetu 2011. na Opatovini izvodili djelo Idu svati, mlade ni (redatelj Georgij Paro), a u Zagrebačkom kazalištu lutaka održana je u veljači 2012. praizvedba Škrabeovog Robina Hooda (redatelj Želimir Mesarić). U lipnju 2012. Mala škola glume Gradskog kazališta Jastrebarsko izvela je njegovu dramatizaciju Knjige o džungli Rudyarda Kiplinga, u prosincu 2012. njegovu dramatizaciju Božićne pjesme Charlesa Dickensa pod naslovom Kako je Tvrtko otkrio Božić, a u lipnju 2013. njegovu dramatizaciju Pustolovina Huckleberryja Finna Marka Twaina (redateljica sve tri predstave Klementina Škrabe). U ožujku 2013. Gradsko kazališe Žar ptica u Zagrebu izvelo je Škrabeovu dramatizaciju Heidi Johanne Spyri (redatelj Želimir Mesarić). Histrioni su u srpnju 2013. na Opatovini praizveli Muke po Iveku, Škrabeovu novu adaptaciju djela Raya Cooneyja Kidaj od svoje žene (režija Želimir Mesarić), koja je potom preselila i u Histrionski dom. Obje su predstave doživjele veliki uspjeh kod gledatelja i kritičara te se redovito prikazuju u spomenutim kazalištima.
U ožujku 2015. Glumačka družina Histrion izvela je premijeru novog Škrabeovog djela, nogometnog kabarea U Plavom podrumu, posvećenog povijesti zagrebačkog nogometa i legendarnom nogometašu Ici Hitrecu (redatelj Želimir Mesarić). Nino Škrabe napisao je tekst i odabrao pjesme za Marijana kabare, koji od srpnja 2015. u Histrionima izvode glumica i pjevačica Marija Borić i pijanist Zvonimir Presečki. U prosincu 2015. zagrebačko kazalište KNAP na Peščenici premijerno je izvelo novo djelo Nine Škrabea, komediju Malo morgen, u režiji Georgija Para.
U srpnju 2016. Histrioni su na Opatovini praizveli novu Škrabeovu komediju, Francekova teta, u režiji legendarnog Georgija Para, po motivima Charliejeve tete Brandona Thomasa. Predstava je doživjela ogroman uspjeh kod publike i kritike, do početka rujna 2016. odigrana je 37 puta, a vidjelo ju je više od 20 tisuća gledatelja. Dolaskom jeseni Francekova teta preselila se u Histrionski dom. U prosincu 2016. kazalište KNAP praizvelo je još jednu Škrabeovu uspješnicu, komediju Koltovi generala Pattona, u režiji Georgija Para. Njegov tekst Dobri čovjek Bažulek, napisan u rimovanom osmercu, u režiji Georgija Para premijerno je izveden u Zagrebu (Kazalište KNAP, prosinac 2017) i Karlovcu (Gradsko kazalište Zorin dom, veljača 2018). U Zagrebu je u lipnju 2018. prema njegovom libretu Ansambl Kolbe u dvorani svetog Franje na Svetom Duhu praizveo mjuzikl Svetac svega svijeta (o životu i djelu svetog Antuna Padovanskog), s glazbom Branka Barduna i u režiji Roberta Boškovića. U srpnju 2019. Histrioni su na Opatovini s velikim uspjehom praizveli Škrabeovu „crnu komediju“ Fine strine s Opatovine, u režiji Zorana Mužića, po motivima komedije Arsen i stare čipke Josepha Kesselringa. Histrioni su u srpnju 2021. na Opatovini praizveli novi hit Nine Škrabea, komediju Stoka sitnog zuba u režiji Zorana Mužića. U studenom 2024. Histrioni su u Histrionskom domu izveli premijeru predstave Oko jedne hiže Nine Škrabea u režiji Jasminka Balenovića. 
Nino Škrabe napisao je i objavio zbirke dramskih djela: Četiri božićna igrokaza (1990), Za kunu nade – pet lakih komada (1995), Iznad duge (2000), Isus u snack-baru (2002), Ivana (Play IBM!, 2004), Idu svati (2008, Nagrada Katarina Patačić za najbolju kajkavsku knjigu godine), Druga zvijezda zdesna (2013), U Plavom podrumu (2017), Dobri čovjek Bažulek-Georgiju Paru u spomen (2019), Zemlja Čudesa (2020, Srebrna povelja Matice hrvatske), (Ne)tolerantne komedije (2024, Zlatna povelja Matice hrvatske).
Bio je član stručnog povjerenstva Nagrade za dramsko djelo Marin Držić (2007, 2008, 2009, 2010. i 2011) i član kazališnog povjerenstva Nagrade Vladimir Nazor (2010. i 2011). Stalni je suradnik Kazališnog leksikona Leksikografskog zavoda Miroslav Krleža.

## Film i televizija
Pisao je godinama oglede o filmu u časopisu 15 dana, objavio je serijale o vesternu i mjuziklu te napise o Johnu Fordu, Raoulu Walshu, Howardu Hawksu, Delmeru Davesu i Johnu Wayneu. Bio je stalni suradnik Filmske enciklopedije Leksikografskog zavoda Miroslav Krleža, s više od 170 objavljenih članaka (filmska glazba, western, musical). Surađivao je s Hrvatskom televizijom (serija o velikanima filmske glazbe, Kviskoteka) i uređivao rubriku Retro u časopisima Reporter i Videonet. Scenarist je dokumentarnih filmova Kolijevka biskupa (1992) i Lajbek je otkopčan (1994) redatelja Mire Mahečića. Kao scenarist igranog filma Fergismajniht redatelja Jakova Sedlara nagrađen je 1996. na Hrvatskom filmskom festivalu Pula 96 Zlatnom arenom za najbolji scenarij, a napisao je i scenarij za Sedlarov igrani film Sjećanje na Georgiju (2002). Godine 2006. bio je član stručnog žirija Filmskog festivala u Puli. Autor je scenarija za dokumentarni film Ena (2013, redatelj Jakov Sedlar), objavljen zajedno s istoimenom monografijom.
Napisao je scenarij za dokumentarni film Sveta Hrvatska (o hrvatskim svecima, blaženicima i mučenicima) redatelja Jakova Sedlara. Film je u ožujku 2015. doživio praizvedbe u Australiji (Canberra, Melbourne), a u Hrvatskoj je premijerno prikazan u studenom 2015 (Histrionski dom u Zagrebu) i veljači 2016 (Općinska vijećnica u Krašiću). Scenarist je dokumentarnih filmova Posvećen vjeri i svome narodu - priča o velečasnom Josipu Vranješu (premijera u Melbourneu, 2017),  Kali Sara - prvih deset godina, o deset godina rada Saveza Roma (premijera u Zagrebu, 2017),  Hrvati i Australija (premijera u devet australskih gradova, 2018), In memoriam-Georgij Paro (Zagreb i Karlovac, 2018) i Hrvatske sportske legende-120 godina hrvatskog sporta (premijera u Zagrebu i Osijeku, lipanj 2019) redatelja Jakova Sedlara. Napisao je scenarije za igrane ilmove „Ile“ (2020) i „Sviraj mi Lili Marlen“ (2020).

## Djela

### Tiskana dramska djela
Tiskana dramska djela - s Tahirom Mujičićem i Borisom Senkerom
- O'Kaj (Kajkavsko spravišče - Biblioteka časopisa KAJ, Zagreb, 1975)
- Porod od tmine (Domagojada, Plut, Novela od Stranca, CEKADE, biblioteka Prolog, Zagreb, 1979)
- 3jada (Domagojada, Glumijada, Hist(o/e)rijada, Naklada MD, Zagreb, 1995)
- Torzó Kávéház (Horvát Színház Csopor (t) - Horda, Pečuh, 1996, na mađarskom jeziku)
- Tri (stare) krame (Trenk iliti divji baron, Kavana Torso, Vatrugasi brataskavasi, Konzor, Zagreb, 1997)
- Trenk, avagy a vad báró (Horvát Színház Csopor (t) - Horda, Pečuh, 2011, na mađarskom jeziku)

Tiskana dramska djela - samostalno
- Sveta obitelj u razbojničkoj špilji (Katehetski salezijanski centar, Zagreb, 1990)
- Isus u snack baru (Katahetski salezijanski centar, Zagreb, 1990)
- Pomoćnica Marija“ (Katehetski salezijanski centar, Zagreb, 1990)
- Blue Christmas (Katehetski salezijanski centar, Zagreb, 1990)
- Za kunu nade, pet lakih komada (Za kunu nade, Plavi Božić, Dvije sestre, Sjećanje na Georgiju, Svoj na svom, Narodno sveučilište Zelina, Mala bibliblioteka Dragutin Domjanić, Sv. Ivan Zelina, 1995)
- Iznad duge, tri igrokaza (Snježna kraljica, Čarobnjak iz Oza, Heidi, Disput, Biblioteka Lektira Plus, Zagreb, 2000)
- Isus u snack-baru, četiri božićna igrokaza (Sveta obitelj u razbojničkoj špilji, Isus u snack-baru, Pomoćnica Marija, Plavi Božić, Florijan, Jastrebarsko, 2002)
- Ivana, rock bajka (Play IBM, Egmont, Zagreb, 2004)
- Idu svati, drame (Ljubica, Zeleni kakadu, Idu svati, mlade ni, Hrvatskozagorsko književno društvo, Biblioteka Književnost, Klanjec, 2008)
- Druga zvijezda zdesna, osam igrokaza (Doktor Dolittle, Petar Pan, Robin Hood, Knjiga o džungli, Kako je Tvrtko otkrio Božić, Pustolovine Huckleberryja Finna, Mary Poppins, Tri darodavca, Ogranak Matice hrvatske u Jastrebarskom, 2013)
- U Plavom podrumu, pet dramskih tekstova (U Plavom podrumu, Muke po Iveku, Malo morgen, Francekova teta, Koltovi generala Pattona, Kreativni studio Zvrk, Jastrebarsko, 2017)
- Dobri čovjek Bažulek-Georgiju Paru u spomen (Gradsko kazalište Zorin dom Karlovac u suradnji s Kazalištem Škrabe i Ogrankom Matice hrvatske u Jastrebarskom, Karlovac, 2019)
- Zemlja Čudesa, šest igrokaza (Pustolovine Toma Sawyera, Dedek Kajbumščak, Striček Vilček ili Kako je Shakespeare postao Špeksir, Velika tajna Sherlocka Holmesa, Zemlja Čudesa, 101 dalmatiner, Kreativni studio Zvrk u suradnji s Ogrankom Matice hrvatske, Jastrebarsko, Srebrna povelja Matice hrvatske, 2020)
- (Ne)tolerantne komedije, pet dramskih tekstova (Play AGM, Hrvatska pomirba, Fine strine s Opatovine, Stoka sitnog zuba, Oko jedne hiže, Kreativni studio Zvrk u suradnji s Ogrankom Matice hrvatske i Kazalištem Škrabe, Jastrebarsko, Zlatna povelja Matice hrvatske, 2024).

Tiskana djela - publicistika
- Vestern - filmovi, ljudi, legende (Slavica film, Filmska bibilioteka Elipse, Split, 1979)
- Moji (ne)poznati sugrađani (Multigraf, Zagreb, 1993)
- Dobrovoljno vatrogasno društvo Jastrebarsko, 1889-1997 (DVD Jastrebarsko, Jastrebarsko, 1997)
- Maček izbliza (s Andrejom Mačekom, Disput, Biblioteka Srednji put, Zagreb, 1999)
- Cico, od Maksimira do Ulice pjesnika (Florijan, Biblioteka Velikani hrvatskog sporta, Zagreb, Jastrebarsko, 2002)
- Olujne godine (Radio Jaska, Jastrebarsko, 2004)
- Župna crkva svetog Nikole biskupa Jastrebarsko (Turistička zajednica Grada Jastrebarskog, Župna crkva svetog Nikole biskupa, Jastrebarsko, 2008)
- Pisci jaskanskoga kraja (Ogranak Matice hrvatske u Jastrebarskom, 2011)
- 60 godina kroz vatru, vodu i vino (s Milanom Ivančićem, DVD Plešivica, Plešivica, 2012)
- Plešivici s ljubavlju (s Milanom Ivančićem, DVD Plešivica, Ogranak Matice hrvatske u Jastrebarskom, Plešivica, Jastrebarsko, 2013)
- Ena (Lana Radeljak i obitelj, Zagreb, 2013)
- Arsen Dedić - 30 pjesama (Cantus, 2015),
- Tadija Smičiklas i njegov Žumberak (sa suradnicima, Ogranak Matice hrvatske u Jastrebarskom, Uskok, Sošice, 2015)
- Zrinko Tutić - 30 pjesama (Cantus, 2016).
- Plešivici s ljubavlju, drugo dopunjeno izdanje (s Milanom Ivančićem, Ruralno srce Plešivice, DVD Plešivica, Ogranak Matice hrvatske u Jastrebarskom, Plešivica, Jastrebarsko, 2020)
- Jaskanski kraj u slici i riječi (sa Zvonimirom Kufrinom, Ogranak Matice hrvatske u Jastrebarskom, Jastrebarsko, Zlatna povelja Matice hrvatske, 2022)
- Nino Škrabe – 55 godina kazališta (urednica Klementina Škrabe, Kreativni studio Zvrk, u suradnji s Ogrankom Matice hrvatske u Jastrebarskom i Kazalištem Škrabe, Jastrebarsko, 2023)

## Kazališne predstave u Jastrebarskom
Odrasli ansambl
(umjetnički voditelj, redatelj, autor teksta/adaptacije teksta)
1. 1968. August Šenoa: Ljubica
2. 1970. Carlo Goldoni: Lažac  
3. 1971. Kalman Mesarić: Gospodsko dijete
4. 1973. Branislav Nušić: Činovničke komedije (tri jednočinke: Analfabeta, Svjetski rat i Kirija)
5. 1975. Nikolaj Vasiljevič Gogolj: Ženidba
6. 1978. Marija Jurić-Zagorka: Jalnuševčani 
7. 1979. Nino Škrabe, Boris Senker & Tahir Mujičić: Vatrugasi-brataskvasi 
8. 1980. Nino Škrabe, Boris Senker & Tahir Mujičić: Domagojada
9. 1982. Joseph Kesselring: Arsen i stare čipke 
10. 1984. Anton Pavlovič Čehov: Tri šale (Prosidba, Medvjed, Svadba)
11. 1985. Agatha Christie: Mišolovka
12. 1988. Nino Škrabe: Za dinar nade/ Za kunu nade 
13. 1990. Nino Škrabe: Sveta obitelj u razbojničkoj spilji
14. 1991. Nino Škrabe: Isus u snack-baru
15. 1992. Jaroslav Hašek: Dobri vojak Švejk 
16. 1992. Nino Škrabe: Pomoćnica Marija
17. 1993. Charles Dickens: Cvrčak na ognjištu
18. 1995. Nino Škrabe: Sjećanje na Georgiju
19. 1995. Nino Škrabe: Svoj na svom
20. 1999. Ray Cooney & Nino Škrabe: Luda noć u hotelu Balkan
21. 2001. Nino Škrabe: Idu svati, mlade ni 
22. 2003. August Šenoa & Nino Škrabe: Ljubica
23. 2005. Ray Cooney & Nino Škrabe: Kidaj od svoje žene
24. 2007. Nino Škrabe: Tri darodavca
26. 2011. Nino Škrabe: Večeras improviziramo
27. 2011. Nino Škrabe, Boris Senker & Tahir Mujičić: O'Kaj
28. 2018. Nino Škrabe: Oko jedne hiže 
29. 2023. Nino Škrabe: Robin Hood
Dječji ansambl
(umjetnički voditelj, redatelj, autor teksta/adaptacije teksta)
1. 1979. Ferenc Molnar: Junaci Pavlove ulice
2. 1980. Nino Škrabe, Boris Senker & Tahir Mujičić: Bajka o kneževiću Sveboru i Svarožici Sunčici
3. 1982. Nino Škrabe: Pustolovine Toma Sawyera - prema djelu Marka Twaina
4. 1983. Nino Škrabe, Boris Senker & Tahir Mujičić: O'Kaj
5. 1985. Charles Perrault: Mačak u čizmama 
6. 1990. Ivana Brlić Mažuranić: Šegrt Hlapić
7. 1991. Hrvoje Hitrec: Eko Eko
8. 1997. Hans Christian Andersen & Nino Škrabe: Snježna kraljica
9. 1998. Lyman Frank Baum & Nino Škrabe: Čarobnjak iz Oza
10. 1999. Johanna Spyri & Nino Škrabe: Heidi
11. 2002. Nino Škrabe: Doktor Dolittle – prema djelima Hugha Loftinga
12. 2006. Nino Škrabe: Petar Pan – prema djelu Jamesa Matthewa Barrieja

Dječji ansambl 
(umjetnički voditelj i autor teksta)
1. 2012. Nino Škrabe: Knjiga o džungli – prema djelu Rudyarda Kiplinga
2. 2012. Nino Škrabe: Kako je Tvrtko otkrio Božić – prema djelu Charlesa Dickensa
3. 2013. Nino Škrabe: Pustolovine Huckleberryja Finna – prema djelu Marka Twaina
4. 2014. Nino Škrabe: Mary Poppins – prema djelima Pamele P. Travers
5. 2015. Nino Škrabe: Striček Vilček ili Kako je Shakespeare postao Špeksir
6. 2015. Nino Škrabe: Dogodilo se u Betlehemu
7. 2016. Nino Škrabe: Velika tajna Sherlocka Holmesa
8. 2018. Nino Škrabe: Zemlja Čudesa
9. 2022. Nino Škrabe: 101 dalmatiner 
10. 2023. Nino Škrabe: Tiha noć... 
11. 2024: Badnjak na ratištu

## Kazališne predstave u Hrvatskoj i svijetu
Autor teksta - s Tahirom Mujičićem i Borisom Senkerom 
1. Bajka o kneževiću Sveboru i Svarožici Sunčici (1972, Studentsko kazalište Malik Tintilinić u Malom kazalištu Trešnjevka, režija Tahir Mujičić, lutkarska kazališta u Zadru i Mostaru, 1978, ZKM, režija Tomislav Durbešić)
2. Vitezovi otrulog stola (1973, ZKM, režija Joško Juvančić)
3. Jedna malo slađa krađa (1973, ZKM, režija Dino Radojević)
4. O'Kaj (1974, glazba Stipica Kalogjera, Komedija, režija Vlado Štefančić, 2006, Histrioni, režija Dražen Ferenčina)
5. Novela od stranca (1975, glazba Pero Gotovac, Komedija, režija Vlado Štefančić) 
6. Vatrugasi brataskvasi (1975, 1977, HNK Varaždin, režija Petar Veček, 1994, Kerempuh, režija Želimir Mesarić)
7. Domagojada (1975, Histrioni, režija Zlatko Vitez, predstava nagrađena 1976. Zlatnom maskom od strane žirija na festivalu u Sarajevu, 1995, Histrioni, režija Zlatko Vitez)
8. Tri pušketira (1976, ZKM, režija Želimir Mesarić)
9. Kavana Torso (1978, Teatar ITD, režija Darko Tralić, 1989, Histrioni, režija Zlatko Vitez, "Zlatni vijenac" revije Studio za najbolju predstavu na Danima satire 1990, 2004, Histrioni, režija Zoran Mužić)
10. Plut (1979, 1987. izvedeno kao radio-drama)
11. Glumijada (1979, Histrioni, režija Zlatko Vitez, proglašena najboljom predstavom 1980. od strane Udruženja dramskih umjetnika Hrvatske, 1986, Histrioni, režija Zlatko Vitez; Amatersko kazalište iz Doboja 1984. - proglašena najboljom predstavom Festivala bosanskohercegovačkih amatera)
12. Kaj2O (1980, glazba Stipica Kalogjera, 1985, Komedija, režija Vlado Štefančić)
13. Robin the Blood (1981, neizvedeno)
14. Hist(o/e)rijada (1983, Histrioni, proglašena najboljim dramskim tekstom 1983. od strane dramskih kritičara, režija Zlatko Vitez, 1999, Kerempuh, režija Zlatko Vitez)
15. Trenk iliti divji baron (1984, HNK u Osijeku, režija Radovan Marčić, 1987, Komedija, 2010, Békéscsaba, Mađarska, 2020, HNK u Osijeku, režija Mario Kovač) 
16. Scenarij za cjelovečernji crtani film Veli Jože (1980, Zagreb film). 
Autor teksta - samostalno
1. Dedek Kajbumščak (1986, Zagrebačko kazalište Trešnja, režija Vlado Štefančić, glazba Arsen Dedić) 
2. Nema frke (1988, Kazališna družina Lira, režija Martin Sagner, glazba Josip Cvitanović)
3. Suđenje Fašniku (1989, Histrioni, režija Zlatko Vitez)
4. Lady Šram (1991, Komedija, režija Vlado Štefančić, glazba Arsen Dedić)
5. Sveta obitelj u razbojničkoj špilji
6. Isus u snack-baru
7. Pomoćnica Marija
8. Blue Christmas (1989, režija Jakov Sedlar, u izvedbi glumaca Borisa Miholjevića i Borisa Pavlenića - SAD (Los Angeles, San Pedro, Chicago, New York), Australija (Melbourne, Geelong, Sydney), Švicarska (Lausanne, Zürich, St. Gallen), Njemačka, Austrija i Mađarska; 1992. u Splitu, u izvedbi Borisa Dvornika i Ilije Zovka i režiji Vlatka Perkovića)
9. Dvije sestre (1992, režija Jakov Sedlar, u izvedbi Ene i Mije Begović - SAD (Chicago, New York, Cleveland, St. Louis, Los Angeles) i Kanada (Toronto i Windsor)
10. Kletva (1995, HNK Zagreb, prema romanu Augusta Šenoe, režija Želimir Mesarić)
11. Za kunu nade (1996, Kerempuh, režija Vlatko Dulić)
12. Sjećanje na Georgiju (1996, New York i Kerempuh, režija Jakov Sedlar, u izvedbi Almire Osmanović i Borisa Miholjevića)
13. Svoj na svom/Mama, udajem se za tatu (1997, Bosansko narodno kazalište u Zenici, režija Žarko Mijatović, 2000, Kazališna družina Lira, režija Zoran Mužić, 2008, Dramski studio Kakanj)
14. Ljubica (2004. i 2005, Histrioni, adaptacija drame Augusta Šenoe, u režiji Georgija Para - nagrađena velikom nagradom Večernjeg lista Zlatni smijeh kao najbolja predstava u cjelini na 29. danima satire u Zagrebu 2005)
15. Ivana (Play IBM!) (2004, prema djelima Ivane Brlić-Mažuranić, Kazalište Marina Držića u Dubrovniku, režija Vlado Štefančić, glazba Josip Cvitanović) 
16. Zeleni kakadu (2008, Komedija, adaptacija Schnitzlerove drame, režija Želimir Mesarić)
17. Varaždinska stoljeća (2009, HNK Varaždin, režija Ksenija Krčar)
18. Idu svati, mlade ni (2011, Histrioni, režija Georgij Paro)
19. Robin Hood (2012, Zagrebačko kazalište lutaka, režija Želimir Mesarić) 
20. Heidi (2013, Gradsko kazališe Žar ptica, adaptacija romana Johanne Spyri, režija Želimir Mesarić)
21. Muke po Iveku (2013, Histrioni, adaptacija drame Raya Cooneyja, režija Želimir Mesarić)
22. U Plavom podrumu (2015, Histrioni, režija Želimir Mesarić)
23. Marijana kabare (2015, Histrioni, u izvedbi glumice i pjevačice Marije Borić i pijanista Zvonimira Presečkog)
24. Malo morgen (2015, KNAP, režija Georgij Paro)
25. Francekova teta (2016, Histrioni, režija Georgij Paro) 
26. Koltovi generala Pattona (2016, KNAP, režija Georgij Paro)
27. Dobri čovjek Bažulek (2017, KNAP, 2018, Gradsko kazalište Zorin dom, Karlovac, režija Georgij Paro, 2020, Hrvatski radio, radio drama, režija Petar Vujačić)
28. Svetac svega svijeta (2018, Ansambl Kolbe, režija Robert Bošković, glazba Branko Bardun, aranžmani Iva Bardun)
29. Fine strine s Opatovine (2019, Histrioni, režija Zoran Mužić) 
30. Stoka sitnog zuba (2021, Histrioni, režija Zoran Mužić) 
31. Oko jedne hiže (2024, Histrioni, režija Jasminko Balenović)
Filmski scenarist
Igrani filmovi (redatelj Jakov Sedlar):
1. Fergismajniht (Ne zaboravi me, 1996, Zlatna arena za scenarij)
2. Sjećanje na Georgiju (2002)
Napisani scenariji, čekaju na snimanje:
1. Ile (2020)
2. Sviraj mi Lili Marlen (2020)
Dokumentarni filmovi (prva dva redatelj Miro Mahečić, ostali Jakov Sedlar):
1. Kolijevka biskupa (HTV, 1992)
2. Lajbek je otkopčan (HTV, 1994) 
3. Ena (objavljen uz knjigu "Ena", 2013)
4. Sveta Hrvatska (o hrvatskim svecima, blaženicima i mučenicima, premijera Canberra, Melbourne, Histrionski dom, Zagreb,  2015)
5. Posvećen vjeri i svome narodu – priča o velečasnom Josipu Vranješu (Melbourne, 2017) 
6. Kali Sara – prvih deset godina (deset godina rada Saveza Roma, Zagreb, 2017)
7. Hrvati i Australija (premijera u devet australskih gradova, 2018)
8. In memoriam – Georgij Paro (Zagreb i Karlovac, 2018)
9. Hrvatske sportske legende – 120 godina hrvatskog sporta (premijera u Zagrebu i Osijeku,  2019)

## Počasti i priznanja
- Godine 1984. dobio je Nagradu općine Jastrebarsko.
- Odlukom predsjednika Republike odlikovan je 15. studenog 1996. Redom Danice Hrvatske s likom Marka Marulića.
- Ministarstvo prosvjete i sporta dodijelilo mu je 25. ožujka 1998. državnu Nagradu Ivan Filipović za izvannastavni rad s mladima na kulturnom i sportskom polju.
- Godine 2003. dobio je Nagradu za životno djelo Grada Jastrebarskog.
- Kao scenarist igranog filma Fergismajniht redatelja Jakova Sedlara nagrađen je 1996. na Hrvatskom filmskom festivalu Pula 96 Zlatnom arenom za najbolji scenarij
- Dobitnik Nagrade Katarina Patačić za knjigu Idu svati (s dramskim tekstovima Ljubica, Zeleni kakadu i Idu svati mlade ni). Knjiga je proglašena najboljom kajkavskom knjigom 2008, a nagradu dodjeljuju Ogranak Matice hrvatske Varaždin i Varaždinsko književno društvo.
- U travnju 2014. na festivalu kabarea i komedije VII. Gumbekovi dani dodijeljena mu je nagrada Gumbek za izniman doprinos oživljavanju kabarea.
- Dobitnik specijalne plakete Dobrovoljnog vatrogasnog društva Jastrebarsko, 4. svibnja 2016.
- Član Druge sinode Zagrebačke nadbiskupije od proljeća 2017. i dobitnik Zahvalnice za sudjelovanje u radu te za doprinos u sinodskim raspravama, veljača 2018.
- Dobitnik Zahvalnice predsjednika Županijske skupštine Zagrebačke županije za naročiti doprinos na području umjetničkog djelovanja od iznimnog značaja za Zagrebačku županiju, ožujak 2018.
- Dobitnik Diplome Zagrebačke županije za životno djelo u području umjetničkog stvaralaštva, srpanj 2018.
- Dobitnik Srebrne povelje Matice hrvatske za knjigu Zemlja Čudesa, lipanj 2021.
- Dobitnik Zlatne povelje Matice hrvatske za knjigu Jaskanski kraj u slici i riječi, listopad 2023.
- U prosincu 2023. objavljena je knjiga „Nino Škrabe-55 godina kazališta“ (autorica i urednica Klementina Škrabe, nakladnik Kreativni studio Zvrk, u suradnji s Ogrankom Matice hrvatske u Jastrebarskom i Kazalištem Škrabe). Ova monografija govori o 55 godina umjetničkog djelovanja Nine Škrabea. U formi spomenara opisano je kazališno djelovanje Nine Škrabea u Jastrebarskom, Hrvatskoj i svijetu. Prikazane su sve njegove predstave, objavljene knjige, filmski scenariji, povezanost sa sportom, djelovanje u Matici hrvatskoj i mnogim drugim područjima. I Nino Škrabe napisao je svoja sjećanja na suradnike, predstave i događanja. Poglavlje „Ninekov spomenar“ sadrži 85 priloga koje su napisali njegovi suradnici, prijatelji, glumci i gledatelji.
- U listopadu 2024. dobitnik Zlatne povelje Matice hrvatske za knjigu (Ne)tolerantne komedije

## Nagrađene predstave
- predstava Domagojada (1975, Histrioni, autori teksta Nino Škrabe, Boris Senker i Tahir Mujičić) nagrađena je 1976. Zlatnom maskom od strane žirija na festivalu u Sarajevu,
- predstava Glumijada (1979, Histrioni, autori teksta Nino Škrabe, Boris Senker i Tahir Mujičić) proglašena je najboljom predstavom 1980. od strane Udruženja dramskih umjetnika Hrvatske
- predstava Hist(o/e)rijada (1983, Histrioni, autori teksta Nino Škrabe, Boris Senker i Tahir Mujičić) proglašena je najboljim dramskim tekstom 1983. od strane dramskih kritičara
- predstava Kavana Torso (1989, Histrioni, tekst Nino Škrabe, Boris Senker i Tahir Mujičić, režija Zlatko Vitez, nagrađena je "Zlatnim vijencem" revije Studio za najbolju predstavu na Danima satire 1990.
- predstava Doktor Dolittle (Gradsko kazalište Jastrebarsko, tekst Nino Škrabe) proglašena je najboljom predstavom Županijske kazališne smotre 2003, a Nino Škrabe dobio je priznanje za najbolju režiju
- predstava Ljubica (Histrioni, tekst Nino Škrabe) nagrađena je velikom nagradom Večernjeg lista Zlatni smijeh kao najbolja predstava u cjelini na 29. danima satire u Zagrebu 2005.
- predstava Ljubica (Gradsko kazalište Jastrebarsko, tekst Nino Škrabe) proglašena je najboljom predstavom Županijske kazališne smotre 2007, a Nino Škrabe najboljim redateljem
- predstava Kidaj od svoje žene (Gradsko kazalište Jastrebarsko, adaptacija Nino Škrabe) proglašena je najboljom predstavom Županijske kazališne smotre 2008. i nagrađena specijalnim priznanjem na Državnoj smotri 2008, a Nino Škrabe proglašen najboljim redateljem i u županiji i u državi
- veliki broj glumica i glumica dobio je niz značajnih nagrada i priznanja za uloge ostvarene u predstavama nastalim prema tekstovima Nine Škrabea

## Međunarodni uspjesi
- Glumijada (1979, autori teksta Nino Škrabe, Boris Senker i Tahir Mujičić) u izvedbi Amaterskog kazališta iz Doboja 1984. proglašena je najboljom predstavom Festivala bosanskohercegovačkih amatera
- djelo Blue Christmas u režiji Jakova Sedlara i izvedbi glumaca Borisa Miholjevića i Borisa Pavlenića doživjelo je praizvedbu u veljači 1989. u Los Angelesu, a igrano je u SAD-u (San Pedro, Chicago, New York), Australiji (Melbourne, Geelong, Sydney), Švicarskoj (Lausanne, Zürich, St. Gallen), Njemačkoj, Austriji i Mađarskoj
- djelo Dvije sestre (režija Jakov Sedlar, napisano specijalno za Enu i Miju Begović) doživjelo je praizvedbu 7. veljače 1992. u Chicagu i potom je zajedno s Plavim Božićem izvedeno u New Yorku, Clevelandu, St. Louisu, Los Angelesu (SAD) te Torontu i Windsoru (Kanada)
- 1996. u New Yorku je održana premijera Sjećanja na Georgiju u režiji Jakova Sedlara i u izvedbi Almire Osmanović i Borisa Miholjevića.
- godine 1997. u Bosanskom narodnom kazalištu u Zenici održana je premijera Škrabeovog teksta Svoj na svom, kao prvog djela jednog hrvatskog autora nakon rata, a isti tekst izveo je 2008. i Dramski studio Kakanj
- dokumentarni film Sveta Hrvatska (o hrvatskim svecima, blaženicima i mučenicima) redatelja Jakova Sedlara za koji je Nino Škrabe napisao scenarij u ožujku 2015. doživio je praizvedbe u Australiji (Canberra, Melbourne)
- djela tiskana na mađarskom jeziku:

	- Torzó Kávéház (Horvát Színház Csopor (t) - Horda, Pečuh, 1996, na mađarskom jeziku)
	- Trenk, avagy a vad báró (Horvát Színház Csopor (t) - Horda, Pečuh, 2011, na mađarskom jeziku)
- predstave jaskanskog kazališta Dobri vojak Švejk, Za kunu nade, Ljubica i Kidaj od svoje žene u režiji Nine Škrabea uspješno su izvođene u Austriji, Švicarskoj, Mađarskoj, Bosni i Hercegovini, Crnoj Gori i Srbiji
- dokumentarni film Sveta Hrvatska (o hrvatskim svecima, blaženicima i mučenicima) redatelja Jakova Sedlara za koji je Nino Škrabe napisao scenarij u ožujku 2015. doživio je praizvedbe u Australiji (Canberra, Melbourne)
- dokumentarni film Hrvati i Australija (o povijesti i djelovanju Hrvata u gospodarstvu, politici, znanosti, prosvjeti, kulturi, umjetnosti, vjerskom životu i sportu njihove nove domovine, Australije, te o njihovoj trajnoj povezanosti sa zavičajem) za koji je Nino Škrabe napisao scenarij 2018, prikazan je u devet australskih gradova